# عبدالقادر حکمت
عبدالقادر حکمت (انگلیسی: Abdulqader Hikmat؛ زادهٔ ۱۹ اوت ۱۹۸۷) تکواندوکار اهل قطر است.